# 邹竞蒙
邹竞蒙（1929年2月17日—1999年2月22日），原名邹家骝，上海市人，中华人民共和国政治人物和气象学家，上海出生，祖籍江西餘江，曾任中国气象局局长、世界气象组织主席。

## 生平
邹竞蒙1945年从延安自然科学院选调到延安气象台，此后长期从事气象工作。1948年加入中国共产党，1961年从哈尔滨军事工程学院空军工程系气象专业毕业。1973年起在中央气象局任领导工作。1982年中央气象局更名为国家气象局后，任国家气象局局长。次年当选世界气象组织第二副主席。1987年起，又先后出任世界气象组织第十、十一届主席。1993年国家气象局更名为中国气象局后，他继任担任局长一职直至1996年，此后改任名誉局长。他还是中共第十二至十四届中央候补委员，第九届全国政协常委。

## 逝世

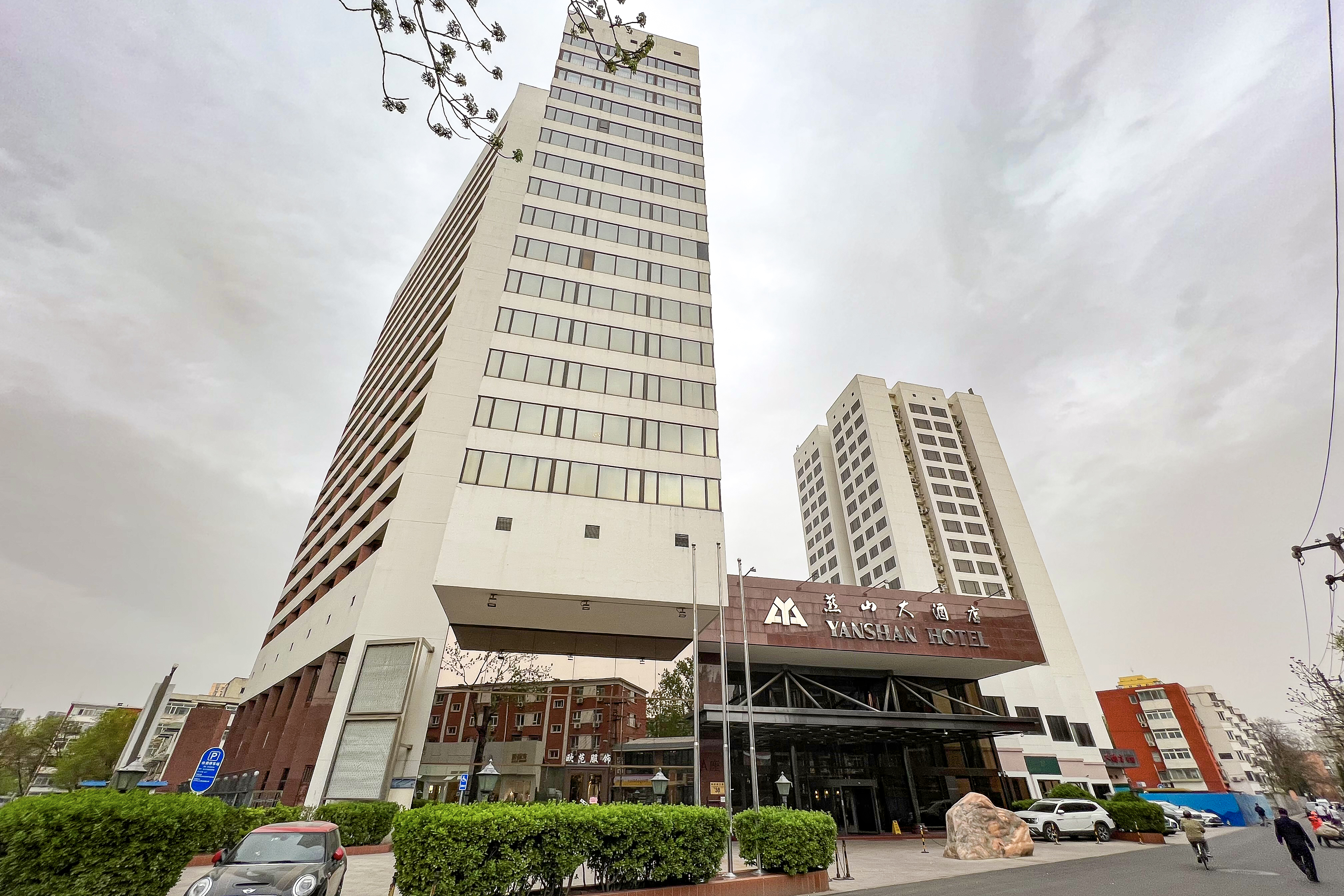
发生命案的燕山大酒店，可见旁边的停车场

1999年2月22日，邹竞蒙在北京市海淀区当代商城为家里的音响配插头，两个16.2元的插头买好，在商城于17:05分付款后，走到燕山大酒店停车场开车准备离开时遭遇抢劫，邹竞蒙奋力反抗，被来自齐齐哈尔市的无业人员马可用匕首刺中胸部导致急性失血性休克，经抢救无效不幸遇难，终年70岁。同年4月2日，凶手马可、江涛被北京市第一中级人民法院判处死刑，另外一名凶手韩树龙被判处无期徒刑；4月16日， 马可、江涛被执行死刑。

## 家族
邹竞蒙是著名记者邹韬奋之子，原国务院副总理、全国人大常委会副委员长邹家华之弟。